# Alexei Borissowitsch Alexandrow
Alexei Borissowitsch Alexandrow, russisch Алексей Борисович Александров, englische Transkription Alexei Aleksandrov, (* 23. Dezember 1954) ist ein russischer Mathematiker, der sich mit Analysis befasst.
Alexandrow wurde 1979 an der Staatlichen Universität Leningrad bei Wiktor Chawin promoviert (Hardy Classes Hp for p∈(0,1) (Rational Approximation, Backward Shift Operator, Cauchy-Stieltjes Type Integral)), habilitierte sich 1984 und ist am Steklow-Institut in Sankt Petersburg.
Er befasste sich unter anderem mit Funktionentheorie im Einheitsball, Hardy-Räumen, Shiftoperatoren und  Lückenreihen.
1982 erhielt er den Salem-Preis.

## Schriften
(mit englischen Übersetzungen der russischen Titel)
- Gap series and pseudocontinuations. An arithmetic approach, Algebra i Analiz, Band 9, 1997, S. 3–31
- Function theory in the ball, Itogi Nauki i Tekhniki. Ser. Sovrem. Probl. Mat. Fund. Napr., Band 8, 1985,  S. 115–190
- Inner functions on compact spaces, Functional Analysis and Applications, 18, 1984, 1–13
- The existence of inner functions in the ball, Mat. Sbornik, Band 118, 1982, S. 147–163